# (34749) 2001 QU93
2001 QU93 (asteroide 34749) é um asteroide da cintura principal. Possui uma excentricidade de 0.13794430 e uma inclinação de 5.18187º.
Este asteroide foi descoberto no dia 22 de agosto de 2001 por LINEAR em Socorro.